# Bult
Bult település Franciaországban, Vosges megyében. Lakosainak száma 303 fő (2022. január 1.). Bult Padoux, Romont, Sainte-Hélène, Vomécourt és Destord községekkel határos.

## Népesség
A település népességének változása:
| Lakosok száma | 306  | 309  | 311  | 308  | 307  | 306  | 310  | 304  | 303  |
|               | 2013 | 2015 | 2016 | 2017 | 2018 | 2019 | 2020 | 2021 | 2022 |